# Municipio de Hueypoxtla
El municipio de Hueypoxtla es uno de los 125 municipios que conforman el Estado de México y uno de los siete municipios que integran la Región Zumpango. Su cabecera municipal se ubica en la localidad de Hueypoxtla. Limita al norte con el Estado de Hidalgo (municipios de Ajacuba y San Agustín Tlaxiaca), al sur con Zumpango, al este con el Estado de Hidalgo (municipios de Tizayuca y Tolcayuca) y al oeste con Apaxco y Tequixquiac.

## Toponimia
Hueypoxtla: Proviene de la lengua náhuatl; es un topónimo aglutinado que se compone de tres palabras:
- Huey = grande
- pochtli = comercio (relativo a pochteca o mercader)
- tlan = partícula de abundante

(Lugar donde abundan grandes comerciantes).
El glifo del municipio está representado por una cabeza humana con el rostro pintado de rojo, los labios de color azul, un tocado amarillo con plumas de color verde-azul. Estos elementos en conjunto simbolizan al mercader o comerciante.

## Geografía
Hueypoxtla se localiza entre los paralelos 19°49'50” y 20°04'24” de latitud norte; los meridianos 98°55'55” y 99°08'35” de longitud oeste (IGECEM) y de acuerdo al INEGI tiene una altitud mínima de 2200 m s. n. m.
Clima
El clima que predomina en Hueypoxtla está clasificado como templado semiseco con lluvias en verano. La precipitación media anual oscila, en el área norte entre 500 y 600 milímetros, mientras que en el lado sur, entre 600 y 700 milímetros. La lluvia máxima en 24 horas fue de 41.9 milímetros. El número aproximado de días de lluvia es de 60 a 70 durante todo el año, los días despejados 173, días nublados 33 aproximadamente.
La frecuencia de granizadas es de 0 a 2 días en el sur, de 2 a 4. Respecto a las heladas, en todo el municipio se registran entre 40 a 50 aproximadamente durante todo el año. Los vientos dominantes provienen del norte.
Hidrografía

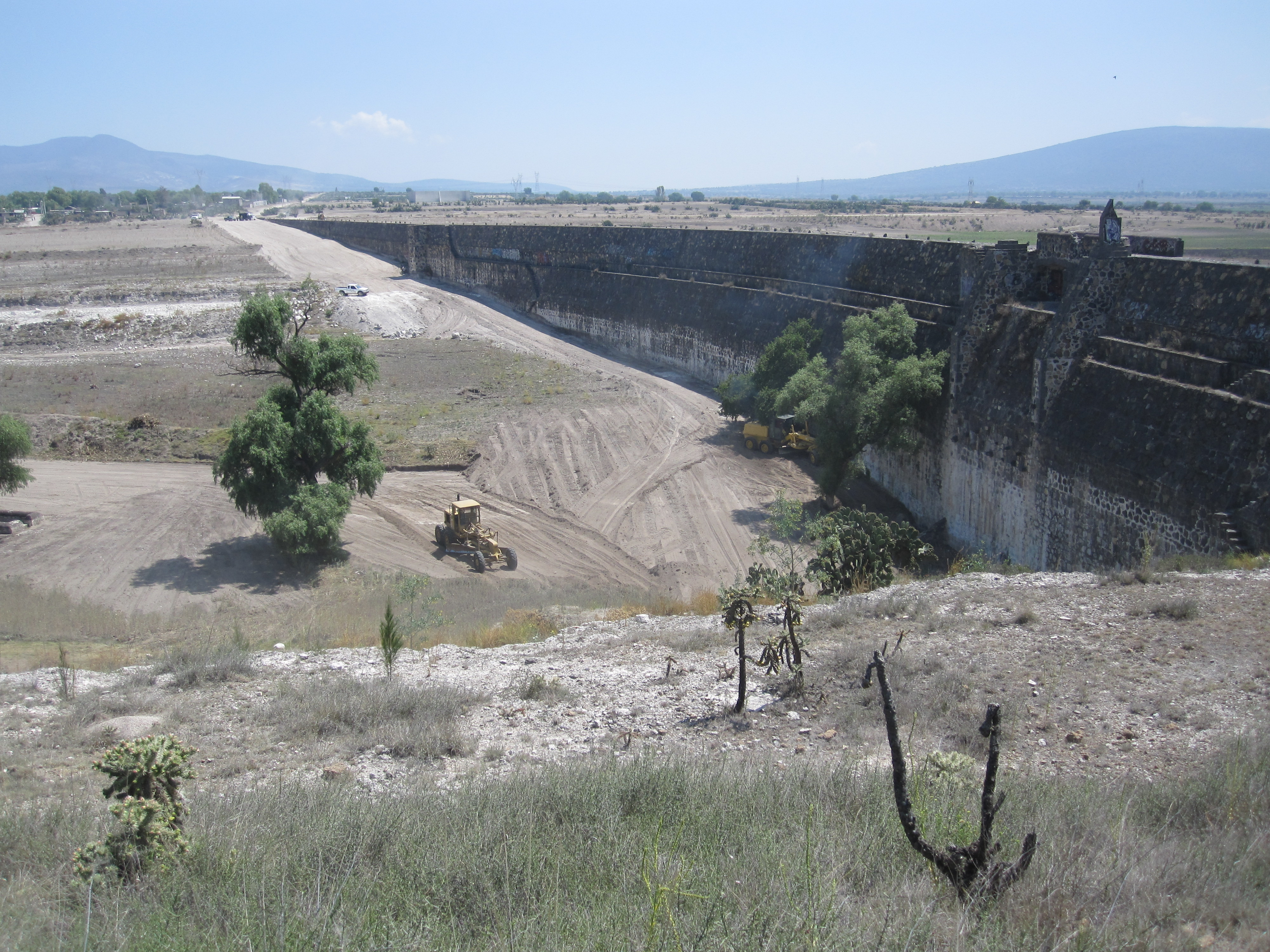
Presa Luis Espinoza de los Monteros.

El río denominado Salado tiene su inicio en el lado este de la villa de Hueypoxtla; es alimentado en épocas de lluvia por los escurrimientos pluviales; se interna por Tlapanaloya, comunidad perteneciente al vecino municipio de Tequixquiac, para proseguir rumbo al norte hasta internarse en el río Tula, del cual se convierte en afluente indirecto.
Anteriormente se utilizaban los jagüeyes para la captación de agua de lluvia, para el uso común de las localidades y como fuente de abrevadero durante la época de estiaje.
Orografía
El municipio de Hueypoxtla hace una frontera natural con el estado de Hidalgo, a través de la Sierra de Tezontlalpan, Forma parte del entorno geográfico de la cuenca de México y el Valle del Mezquital, la mayor elevación del municipio mexiquense es el Cerro del Picacho es una formación orográfica de 2820 m s. n. m.
La mayor parte del territorio municipal es atravesado por lomeríos que fueron llamados como las Lomas de España, en linderos con los municipios de Zumpango y Tequixquiac; un valle árido atraviesa Hueypoxtla hacia el municipio de Apaxco, dicho valle desciende en su nivel más bajo a 2230 m s. n. m., los escurrimientos de los ríos de la Sierra de Tezontlalpan y las Lomas de España, bajan hacia la parte occidental de orografía.

## Historia
De forma más tecnificada se construyeron diferentes presas en la región, como la presa Luis Espinoza de los Monteros. Se inició en 1902 y se concluyó el 28 de mayo de 1910, alimentada por la presa de la localidad de Santa María Ajoloapan, que a su vez se cargaba con las lluvias provenientes del cerro del Picacho.
El 23 de julio de 2020, el municipio de Hueypoxtla, se celebró los 200 años de la fundación de la municipalidad; fue una ceremonia sencilla debido a las restricciones por la propagación de la pandemia COVID-19.
Así mismo el municipio cuenta con una parroquia, la parroquia de San Bartolomé. Y cuenta con fiestas patronales representativas de la región:
•Fiesta del Santo Entierro
•Fiesta de San Bartolomé

## Cultura
Hueypoxtla es un municipio que posee distintas bibliotecas públicas, donde se brinda diversos espacios para la lectura, educación y estudio:
•Sor Juana Inés de la Cruz
•José María Garibay y Quintana
•Heberto Castillo Martínez
•Tierra y Libertad
•Emiliano Zapata
Así mismo, el municipio cuenta con una casa de cultura donde se ofrecen talleres y exposiciones gratuitas, abiertas para todo el público:
•Casa de Cultura Fernando de Alba Ixtlexóchitl

## Política y gobierno
| Presidente municipal      | Periodo   |
| ------------------------- | --------- |
| Héctor Rivero Estrada     | 2000-2003 |
| Rigoberto Navarro Ramírez | 2003-2006 |
| Adrian Vidal Garcia       | 2006-2009 |
| Diego Vargas Colín        | 2009-2012 |
| Francisco Santillán       | 2012-2015 |
| Adrian Reyes              | 2015-2018 |
| Diego Vargas Colín        | 2019-2021 |
| Diego Vargas Colín        | 2022-2024 |

## Demografía

### Dinámica poblacional
De los 46 757 habitantes del municipio en el año 2020, 23 649 son mujeres y 23 108 son hombres.
| Gráfica de evolución demográfica de Municipio de Hueypoxtla entre 1930 y 2020 |
|                                                                               |
| Fuente INEGI (2020)                                                           |

### Localidades

| Localidad               | Población |
| Total del municipio     | 46 757    |
| Santa María Ajoloapan   | 10 563    |
| San Marcos Jilotzingo   | 9808      |
| San Francisco Zacacalco | 9050      |
| Hueypoxtla              | 4767      |
| Guadalupe Nopala        | 2982      |
| San José Bata           | 2604      |
| Tianguistongo           | 2517      |
| Tezontlalpan de Zapata  | 1721      |
| El Carmen               | 1150      |
| San Pedro la Gloria     | 1024      |
| Casa Blanca             | 576       |

## Gastronomía

El ximbó, es un platillo regional hueypoxtlense.

Los platillos fuertes son las barbacoas de cordero, el ximbó de cerdo con pollo, arroz con mole y pierna de pavo o pollo, nopalitos, puchero de res o de pollo, carnitas de cerdo con cueritos y gusano de maguey. Entre los dulces y postres tenemos las natillas, arroz con leche, emparedado de nieve, buñuelos y pastel de maíz. Entre las bebidas tenemos al pulque y las aguas de frutas.
Las asadas de carne con nopales son otro elemento de la gastronomía campera del municipio, en ella están los chorizos, bistek de cerdo y res, nopal relleno de cueritos y huevas de tortilla sobre el comal o la parrilla.